# Białowola
Białowola – wieś w Polsce położona w województwie lubelskim, w powiecie zamojskim, w południowo-wschodniej części gminy Zamość. Położona jest 10 km od Zamościa.
| SIMC    | Nazwa             | Rodzaj    |
| ------- | ----------------- | --------- |
| 0905965 | Borek Białowolski | część wsi |
| 0905971 | Nowa Wieś         | część wsi |
| 0905988 | Stara Wieś        | część wsi |

W latach 1975–1998 miejscowość administracyjnie należała do województwa zamojskiego.
Wieś jest sołectwem w gminie Zamość. Według Narodowego Spisu Powszechnego z roku 2011 wieś liczyła 520 mieszkańców.
Wierni Kościoła rzymskokatolickiego należą do parafii św. Jana Chrzciciela w Lipsku.

## Historia miejscowości
Miejscowość powstała najprawdopodobniej w I poł. XVI w., założona przez rodzinę Lipskich herbu Korczak, wywodzących się od Mikołaja z Lipska, bratanka marszałka Dymitra z Goraja. Pierwsza wzmianka o niej jako Biała Wolia, znajduje się w rejestrze poborowym z 1564 roku. W 1631 roku Lipscy sprzedali Białowolę Zamoyskim, przez co weszła ona w skład Ordynacji Zamoyskich.
W 1929 roku powstała Ochotnicza Straż Pożarna. Jej założycielami a jednocześnie pierwszymi druhami byli: Antoni Głagola, Piotr Klimacki, Józef Ostasz, Wojciech Kuźma, Władysław Psiuk, Michał Psiuk, Jan Głagola, Antoni Czapla, Ignacy Gontarz, Jan Bondyra, Karol Serafin, Antoni Psiuk, Piotr Łapa, Józef Łagożny oraz Michał Milczuk. W 1932 roku wybudowano drewnianą ramizę strażacką oraz założono orkiestrę dętą, którą tworzyło 12 muzyków.

### II wojna światowa
Z sąsiednich wiosek hitlerowcy utworzyli pas zasiedlony kolonistami niemieckimi, tzw. "czarnymi Niemcami". Był to obszar dobrze broniony przez niemieckich żołnierzy. Po stronie polskiej powstały wówczas grupy bojowe, które uczestniczyły w akcjach przeciwko kolonistom. Jeden z takich ataków miał miejsce w miejscowości Lipsko. W odwecie za pomoc udzieloną partyzantom 29 grudnia 1942 roku niemiecka ekspedycja karna wymordowała 51 osób w Białowoli, w tym 22 kobiety i 12 dzieci (w wieku od 8 miesięcy do lat 10. Miejscowość została także splądrowana. Hitlerowcy zapowiedzieli, że za każde nieposłuszeństwo czy dywersje będzie stosowana odpowiedzialność zbiorowa. Białowola jednak w dalszym ciągu była schronieniem dla walczących partyzantów. W późniejszym okresie z rąk hitlerowców zginęło jeszcze 14 osób.

Ciała pomordowanych złożono w zbiorowej mogile, gdzie ustawiono pomnik z inskrypcją: 

"Tu spoczywają zwłoki Polaków, mieszkańców wsi Białowola, wymordowanych przez krwawych katów hitlerowskich dnia 29 XII 1942 r"

Zbrodnie popełnione przez Niemców tak relacjonował jeden z jej mieszkańców: "W czasie pacyfikacji, na boisku szkolnym, został zamordowany mój ojciec, siostra z mężem i trójka dzieci – najmłodsze miało 8 miesięcy. Gdy mordercy odjechali do Zamościa, poszedłem do zabitych i zobaczyłem wśród stosu trupów moja siostrę, trzymała w ramionach martwe niemowlę, a obok niej leżały pozostałe dzieci. Przebieg pacyfikacji był straszny. Bardzo wcześnie rano Białowola została otoczona ścisłym kordonem żołnierzy. Specjalne patrole chodziły po wsi i spędzały mieszkańców do szkoły. Tam odbywała się selekcja. Wybranych wprowadzano rodzinami lub piątkami na boisko szkolne i na oczach pozostałych mieszkańców zabijano seriami z karabinów maszynowych. W razie potrzeby dobijano strzałem w głowę. Z mojej rodziny uratowałem się tylko ja z matka. Hitlerowcy nie natrafili na nasze schowki. Widziałem z ukrycia, jak przed odjazdem rabowali nasz dobytek, zabrali krowy i niszczyli gospodarstwo. Naszych najbliższych pochowaliśmy w zbiorowej mogile koło szkoły. W tym miejscu stoi teraz pomnik, który przypomina nam ten straszny czas."

### Okres powojenny
- W 1956 roku założone zostało Koło Gospodyń Wiejskich przez ówczesną kierownik tutejszej Szkoły Podstawowej- Panią Zofie Łopuszyńską.
- 1978 – nadanie miejscowości Krzyża Partyzanckiego.
- 1982–1990 – budowa nowej remizy strażackiej.
- 2002 – powstanie Młodzieżowej Orkiestry Dętej Ochotniczej Straży Pożarnej z inicjatywy Andrzeja Greszty, który od początku objął kierownictwo nad nią.